# Jaroslavice

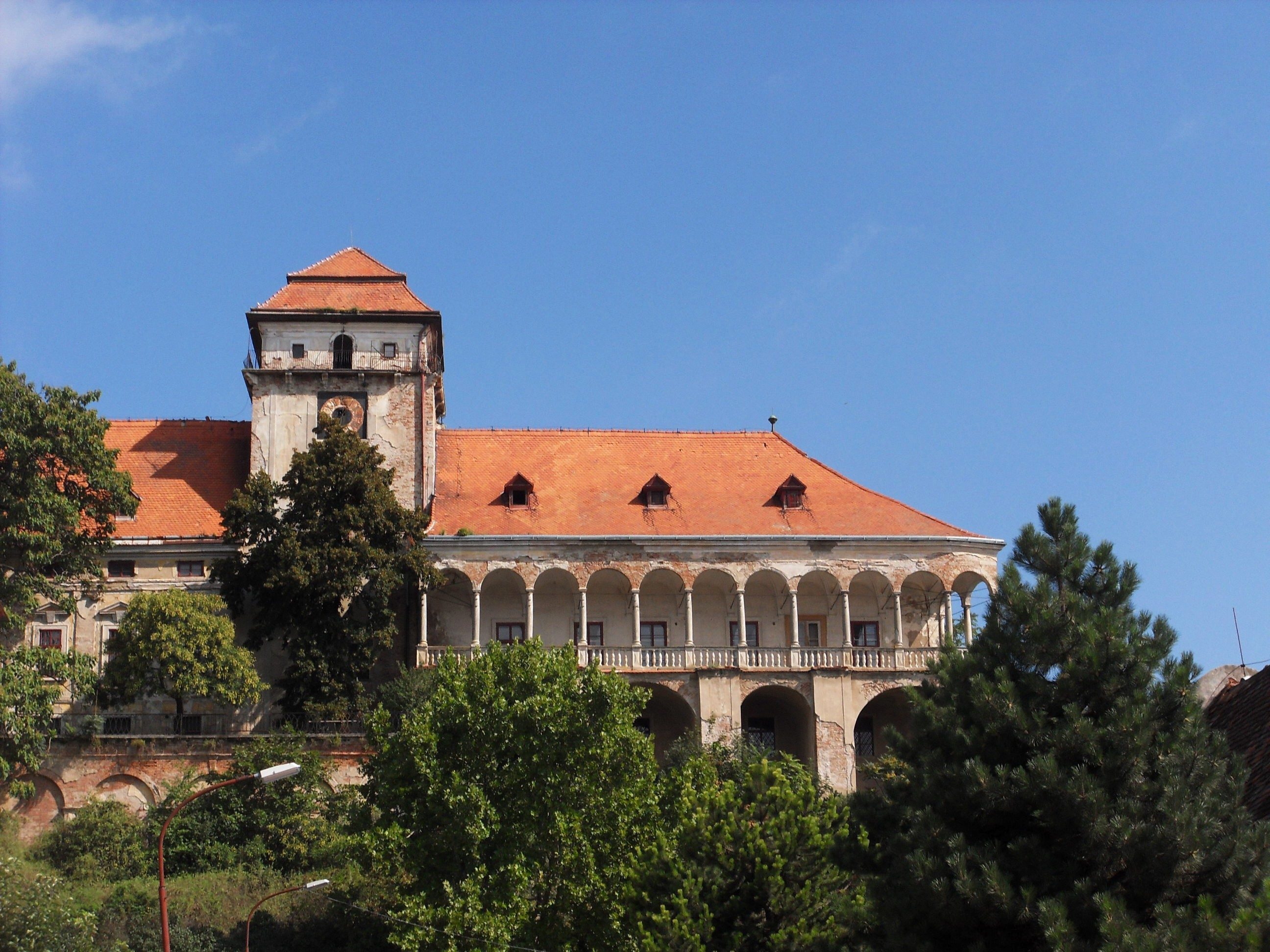
Schloss Jaroslavice

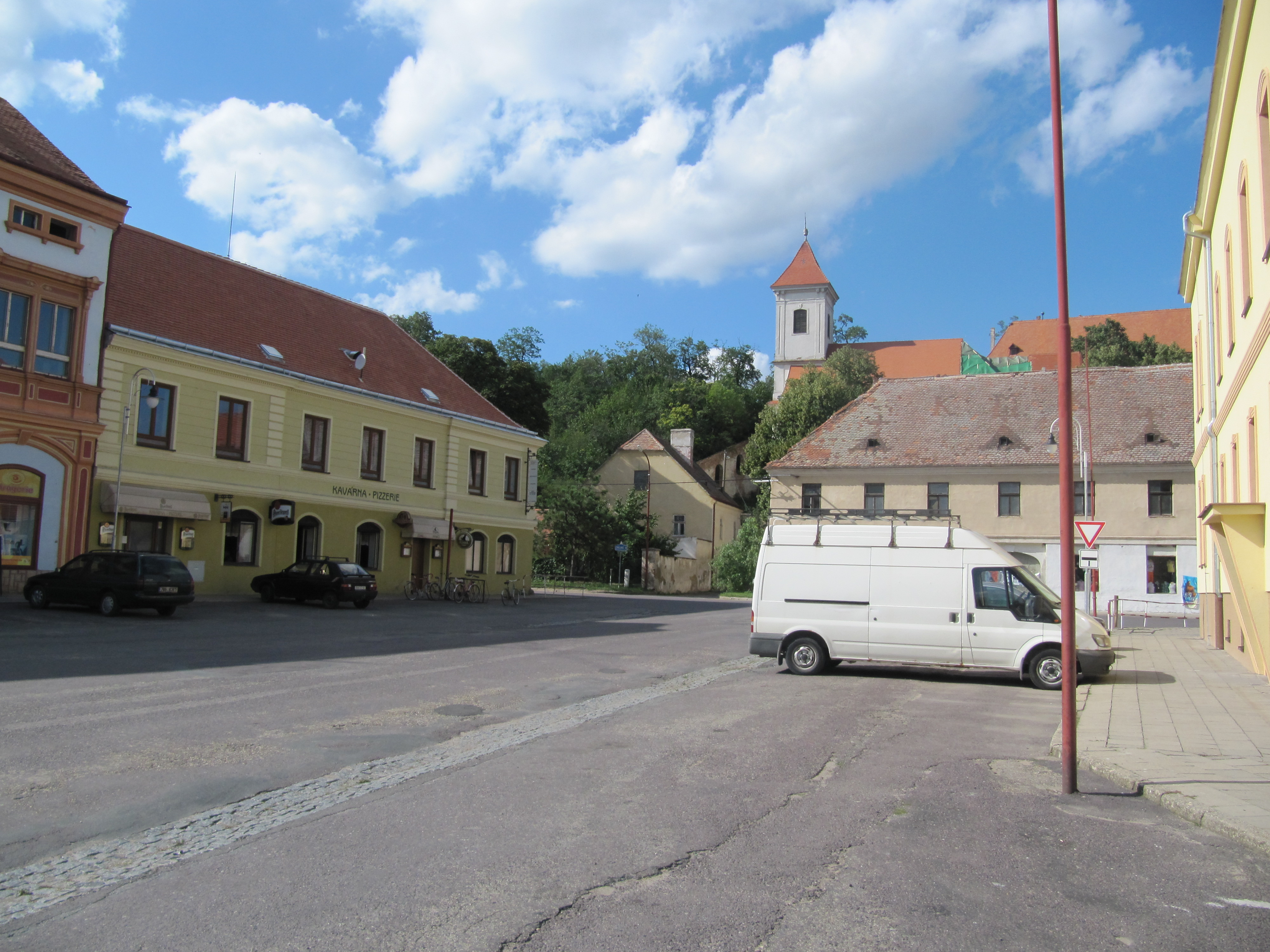
Markt

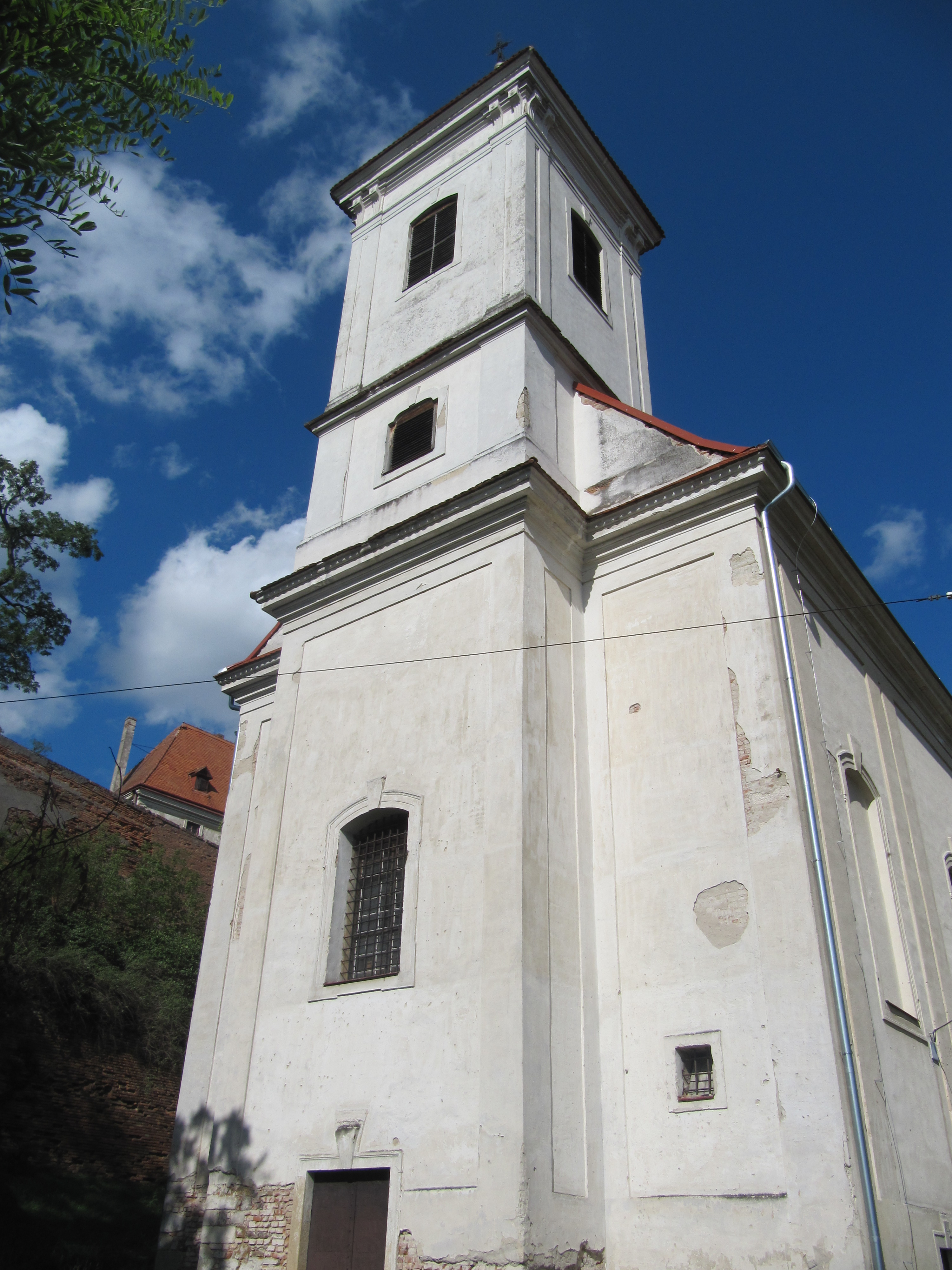
Kirche des hl. Ägidius

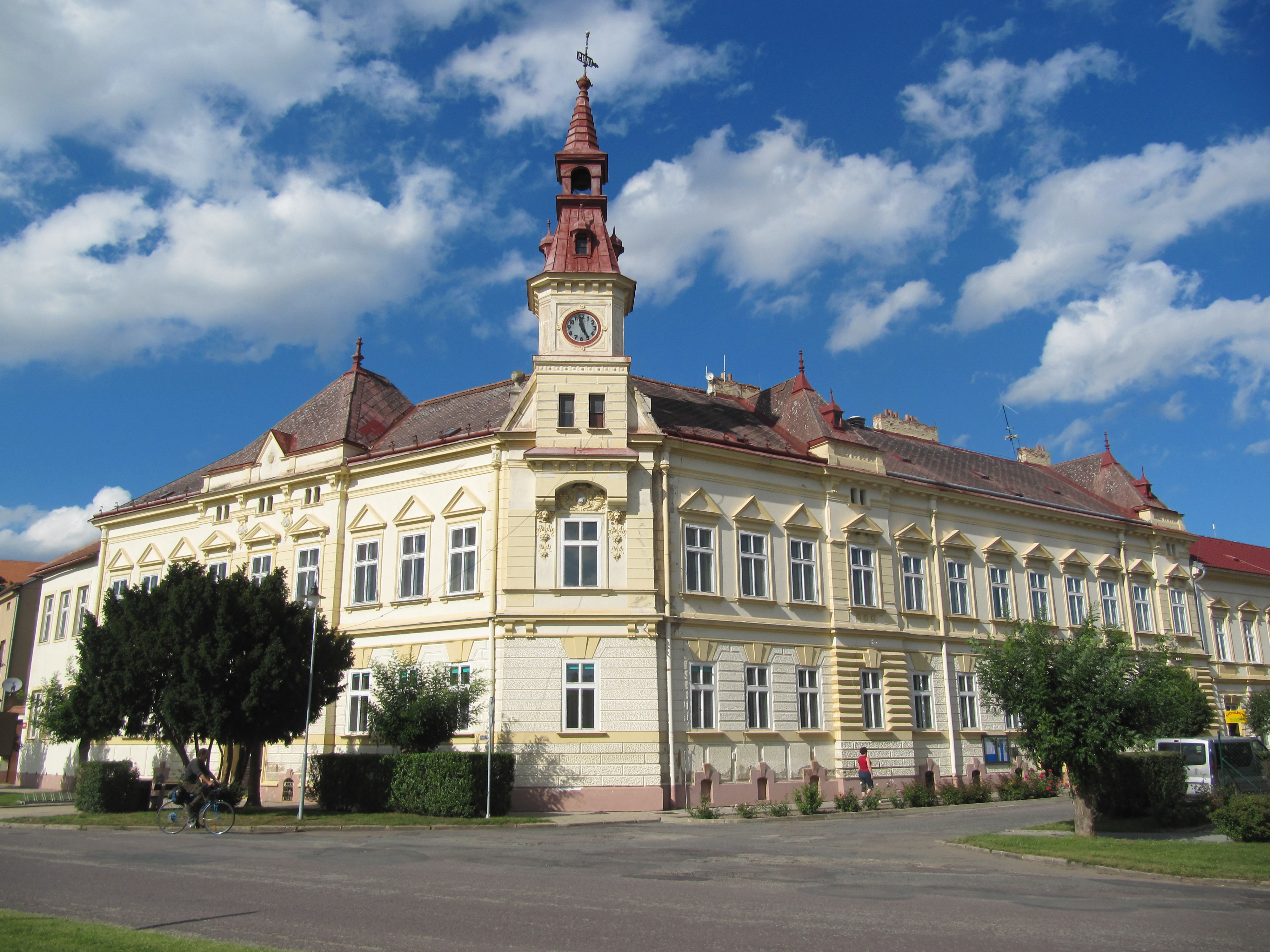
Rathaus

Jaroslavice (deutsch Joslowitz) ist eine Gemeinde in Tschechien. Sie liegt 17 Kilometer südöstlich der Stadt Znojmo (Znaim) und gehört zum Okres Znojmo (Bezirk Znaim). Der Ort ist als ein Platzdorf angelegt.

## Geographie
Der Ort befindet sich rund zwei Kilometer von Österreich entfernt am Bach Daníž und ist von Zwingendorf aus über asphaltierte Wege erreichbar. Nördlich des Orts befindet sich ein großer Fischteich (Zámecký rybník, Fläche rund 245 ha). Südlich des Ortes befindet sich ein Solarkraftwerk. Die Nachbarorte sind im Nordwesten Slup (Zulb) und im Nordosten Hrádek (Erdberg).

## Geschichte
In Jaroslavice bestand seit dem 13. Jahrhundert eine gotische Grenzburg, welche im 16. Jahrhundert durch ein vierflügeliges Renaissanceschloss ersetzt wurde. Eine Sage spricht sogar davon, dass die Burg bereits im Jahre 1030 existierte. Urkundlich wurde der Ort im Jahre 1249 erstmals erwähnt, als Ottokar II. den Ort an den Znaimer Burggrafen Boček von Jaroslavice und Zbraslav übergab, dem er 1252 auch den Titel eines Grafen von Pernegg verlieh. Nach Bočeks Tod 1255 blieb Joslowitz im Besitz seiner Nachkommen. Nachdem Bočeks Stammlinie mit Smil von Obřany, einem Sohn des mährischen Unterkämmerers Gerhard von Zbraslav und Obřany, 1312/13 erlosch, gelangte Joslowitz an Heinrich von Leipa. Georg Grabner auf Joslowitz erwarb die Herrschaft vor 1450, um sie innerhalb seiner Familie, den Grabnern zu Rosenburg, weiterzugeben. Der letzte Herrschaftsinhaber aus diesem Geschlecht war Friedrich Christoph Grabner zu Rosenburg, der Joslowitz bis ca. 1618 besaß.
Joslowitz als Sitz der Herrschaft wurde im Jahre 1516 zum Markt erhoben. Diese Erhebung wurde im Jahre 1535 durch den böhmischen König und späteren Kaiser Ferdinand I. bestätigt. Um 1600 veränderte die Thaya ihren Lauf, woraufhin die Brücke nach Höflein an der Thaya verlegt wurde. Im Jahre 1606 wurde erstmals von einer Schule berichtet. Während des Dreißigjährigen Krieges wurde der Ort gebrandschatzt und die Kirche von schwedischen Truppen geplündert. Der Name Joslowitz war seit dem Jahr 1633 gebräuchlich. Erst um 1660 wirkte ein katholischer Priester wieder in Joslowitz. 1679 und 1680 wütete die Pest im Dorf, und im Jahr 1680 wurde die Herrschaft Joslowitz mit der von Frain vereinigt. Matriken sind ab 1729 verfügbar.
Ein Großbrand vernichtete im Jahre 1749 den Großteil des Ortes. Um 1825 wurde ein neues Schulgebäude errichtet, welches bis ins 20. Jahrhundert auf sechs Klassen ausgebaut wurde, da die Kinderzahl im Ort rasch stieg. Die Cholera wütete in den Jahren 1832 und 1856 im Ort. Im Jahre 1835 verkauften die Brüder Joseph Franz, Peter Herkules, Dominik und Anton von Pallavicini-Centurioni die Herrschaft Joslowitz an den k.k. Rittmeister Wilhelm Hugo von Hompesch-Bollheim. Während des Deutsch-Österreichischen Krieges 1866 wurde die Cholera von preußischen Soldaten abermals eingeschleppt. Diesmal forderte die Krankheit das Leben von 73 Ortsbewohnern. Im Jahre 1870 erhielt der Marktflecken einen Bahnhof an der Strecke Znaim–Lundenburg; er führte den Namen Possitz-Joslowitz, lag aber neun Kilometer nördlich auf dem Kataster von Possitz. Da 1872 und 1883 zwei Großbrände im Ort wüteten und ganze Ortsteile in Schutt und Asche gelegt hatten, wurde eine Freiwillige Feuerwehr gegründet. Seit 1869 bestand in Joslowitz ein Bezirksgericht. Zum 60. Regierungsjubiläum Kaiser Franz Josephs I. wurde im 1908 im Schulgarten ein Gedenkstein errichtet und eine Gedächtniseiche gepflanzt. Im Jahre 1913 wurde ein Elektrizitätswerk im Ortsgebiet errichtet. Bis zu ihrem Erlöschen im Jahre 1914 besaßen die Grafen von Hompesch-Bollheim die Grundherrschaft Joslowitz.
Es gab insgesamt drei Jahrmärkte in Joslowitz, und zwar am ersten Montag im April, am 10. August und am 29. September. Die Mehrheit der Joslowitzer lebte von der Viehzucht und der Landwirtschaft, wobei der in Südmähren seit Jahrhunderten gepflegte Weinbau eine besondere Rolle spielte. Im Gegensatz zu vielen Ortschaften in Südmähren entwickelte sich ein großflächiger Weinbau erst nach der Reblausplage (um 1864). Vorher gingen die produzierten Weinmengen nie über den Eigenbedarf hinaus. Aufgrund des günstigen Klimas wurden neben verschiedenen Getreidesorten auch Linsen, Erbsen, Kartoffeln, Rüben, Mais, Mohn, Gurken, Kraut, Tomaten, Paprika, Äpfel, Birnen, Pflaumen, Pfirsiche, Marillen und Kirschen angebaut. Ebenso war die Jagd auf dem Gemeindegebiet einträglich. Weiters gab es neben dem üblichen Kleingewerbe eine Mühle, eine Schrotmühle, zwei Viehhändler und eine Zementwarenfabrik.
Nach dem Ersten Weltkrieg, der 63 Opfer unter den Joslowitzern forderte, zerfiel der Vielvölkerstaat Österreich-Ungarn. Der Ort, der im Jahre 1910 zu 99,6 % von deutschsprachigen Einwohnern bewohnt war, kam zur neugegründeten Tschechoslowakei. In der Zwischenkriegszeit kam es verstärkt zum Zuzug von Einwohnern tschechischer Sprachzugehörigkeit. 1920 wurde eine tschechische Minderheitsschule errichtet. Um 1937 wurden im Gemeindegebiet 13 Betonbunker für den Tschechoslowakischen Wall errichtet. Während der Sudetenkrise wurden der Pfarrer und einige Repräsentanten der Gemeinde inhaftiert. Nach dem Münchner Abkommen 1938 gehörte der Ort bis 1945 zum Reichsgau Niederdonau. Zu dieser Zeit gab es neben den normalen Handwerksbetrieben drei Ziegeleien, zwei Autobusunternehmen und zwei Taxi-Unternehmen.
Im Zweiten Weltkrieg starben 186 Ortsbewohner. Nach Kriegsende kam es durch die Sowjets und tschechische Revolutionsgardisten zu zwölf Ziviltoten. Bis auf 82 Personen flohen alle deutschen Ortsbewohner vor den einsetzenden Nachkriegsexzessen oder wurden über die Grenze nach Österreich wild vertrieben. Die restlichen Deutschsüdmährer wurden zwischen 9. Juli und 18. September 1946 in drei Vertreibungstransporten offiziell über Znaim nach Deutschland zwangsausgesiedelt. Der Ort wurde neu besiedelt. Die nach Österreich vertriebenen wurden großteils nach Westdeutschland weiter transferiert. Der Großteil der Joslowitzer wurde in Baden-Württemberg und Hessen ansässig.

## Wappen und Siegel
Das älteste erhalte Siegel stammt aus dem Jahre 1535. Es zeigt in einem Renaissanceschild eine zweitürmige Zinnenmauer mit dem neu dazu verliehenen Schildchen unterhalb einer Fahne. Dieses Schildchen enthält das Wappen der Herren von Kunstadt, die damals die Herrschaftsinhaber von Joslowitz waren. Dieses Siegel wurde bis in das 20. Jahrhundert großteils unverändert weiterverwendet.
Ebenso erhielt Joslowitz das Recht, ein Wappen zu führen. Es zeigte genau dasselbe Bild wie das Siegel. Die Zinnenmauern waren silbern auf grünem Rasen und der Schild auf der Mauer war blau. Die silbernen Türme haben rote Spitzdächer. Im 18. Jahrhundert änderten sich die Farben des Schildchens auf Rot-Weiß-Rot. Dies kam vom damaligen Geschlecht der Althan und nicht, wie von den Tschechen später fälschlich vermutet, von der Zugehörigkeit zu Österreich. Diese änderten im Jahre 1919 die Farben des Schildchens in rot mit silbernen Schrägbalken.

## Bevölkerungsentwicklung
| Volkszählung | Einwohner gesamt | Sprachzugehörigkeit der Einwohner | Sprachzugehörigkeit der Einwohner | Sprachzugehörigkeit der Einwohner |
| Jahr         | Einwohner gesamt | Deutsche                          | Tschechen                         | Andere                            |
| ------------ | ---------------- | --------------------------------- | --------------------------------- | --------------------------------- |
| 1880         | 2041             | 2034                              | 5                                 | 2                                 |
| 1890         | 2182             | 2150                              | 12                                | 20                                |
| 1900         | 2223             | 2216                              | 0                                 | 7                                 |
| 1910         | 2408             | 2398                              | 1                                 | 9                                 |
| 1921         | 2544             | 2275                              | 152                               | 217                               |
| 1930         | 2598             | 2321                              | 165                               | 112                               |

## Partnergemeinde
- Seefeld-Kadolz, Österreich

## Sehenswürdigkeiten

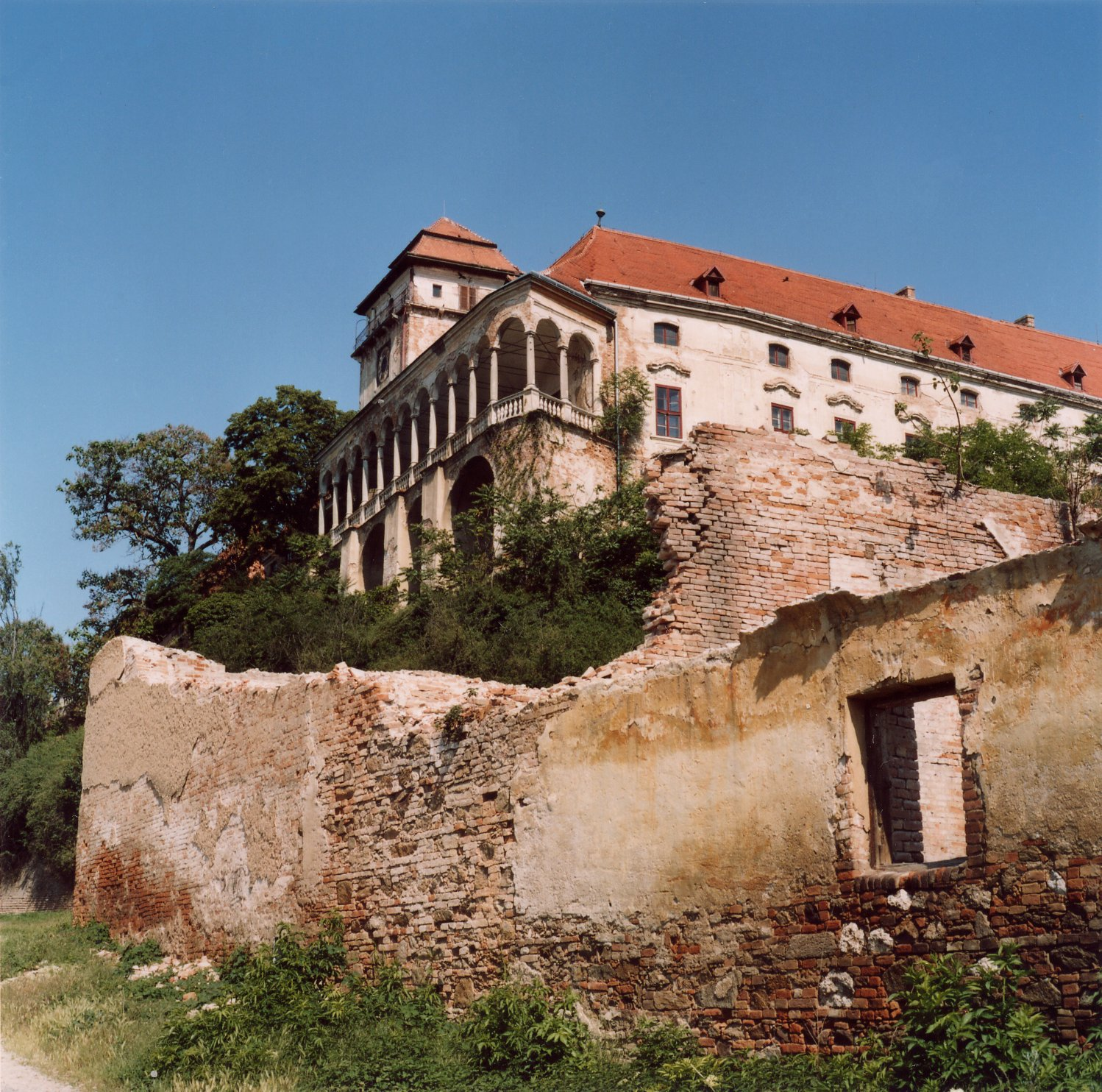
Schloss Jaroslavice

- Das über dem Ort thronende Renaissanceschloss (1730/36), an dessen Umbau Joseph Emanuel Fischer von Erlach mitgewirkt hat. Es besitzt einen großen Schlosshof und einen markanten Arkadengang. 1945 wurde August von Spee enteignet und das Schloss verstaatlicht. Nach der Samtenen Revolution machte die Gräfin von Spee Restitutionsansprüche geltend, nach deren Tod wurde das Schloss an den österreichischen Arzt Sigurd Hochfellner verkauft. Zurzeit befindet es sich in baufälligem Zustand. In der Schlosskapelle gibt es ein Deckenfresko von Franz Anton Maulbertsch.
- Die klassizistische St. Jiří-Kirche unterhalb des Schlosses aus dem 18. Jahrhundert. Sie ist mit dem Schloss durch eine überdachte Stiege verbunden.
- Ein Pranger aus dem 16. Jahrhundert.
- Mehrere Barockstatuen im Ort (Johannes von Nepomuk (1736), Hl. Donatus (1736), Hl. Antonius von Padua (1735), Hl. Florian (1700)).
- Pfarrkirche zum hl. Aegidius (1325), Umbau im Stil des Spätrokoko/Frühklassizismus (1788/91) mit Bildhauerarbeiten von Andreas Schweigel.
- Friedhof (1782).
- Mariensäule am Marktplatz (1750) (1882 umgestellt).
- Dreifaltigkeitssäule (1736).
- Kaiser-Josef II.-Denkmal (1911), 1918 beschädigt und abgeräumt.
- Kriegerdenkmal (1921).
- Artesischer Brunnen (1902).

## Persönlichkeiten
- Johann Michael von Althann (1679–1722), Favorit von Kaiser Karl VI. und ein Hauptvertreter der spanischen Partei am Wiener Hof.
- Ludwig Czerny (1821–1888), Maler und Lithograph.
- Ferdinand von Hompesch-Bollheim (1843–1897), österreichischer Politiker, Mitglied des Abgeordnetenhauses.
- Anton von Winzor (1844–1910), General und Landeschef von Bosnien und Herzegowina.
- Georg Pfeiffer (1867–1946), Dechant. Gedichte in der Ui-Mundart und Hochdeutsch.
- Karl Hans Wittek (* 14. Jänner 1923). Architekt, Grafiker, Maler.
- Manfred Frey (* 1940), Präsident der Finanzlandesdirektion Wien, Niederösterreich und Burgenland, Vizepräsident der Österreichischen Nationalbank.